# 哈拉瓦
哈拉瓦，是西班牙阿拉贡自治区萨拉戈萨省的一个市镇。 总面积43平方公里，总人口316人（2001年），人口密度7人/平方公里。